# 巴塔哥恐鹤属
巴塔哥恐鹤是一种已灭绝的不会飞的掠食性鸟类，属于著名的恐鹤科。它们生活在早至中中新世的巴塔哥尼亚，圣克鲁斯组保留有大量标本。巴塔哥恐鹤是一种小型的巴塔哥恐鹤亚科，可能营奔跑捕食生活。